# برينت دبليو. ويب
برينت دبليو. ويب (بالإنجليزية: Brent W. Webb)‏ هو مهندس أمريكي، ولد في 26 أغسطس 1956.